# Lumière spéculaire

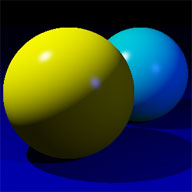
Mise en évidence spéculaire d'une paire de sphères.

En imagerie de synthèse, la lumière spéculaire est la composante de lumière calculée sur un objet 3D et issue de la réflexion directe d'une source de lumière sur cet objet.
Son calcul nécessite 3 vecteurs, celui de la direction de la lumière, celui de la direction de l'œil de la caméra et enfin celui de la normale de la face sur laquelle elle sera appliquée.
Pour des raisons de performances, dans les graphiques 3D en temps réel, l'approximation de Schlick est souvent utilisée pour remplacer le coefficient de Fresnel.